# صورة إشعاعية ذاتية

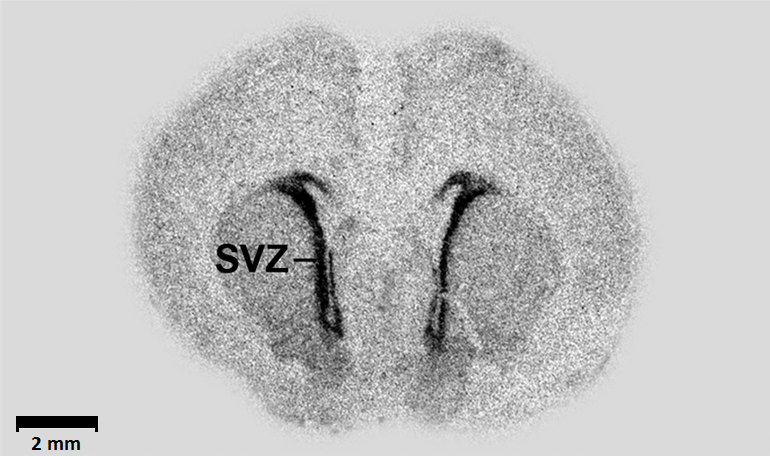
صورة إشعاعية ذاتية مأخوذة لشريحة من دماغ جرذ.

الصورة الإشعاعية الذاتية  هي صورة إشعاعية على شريحة أشعة سينية أو لوح مستحلب نووي استحصل عليها من نمط اضمحلال النشاط الإشعاعي (مثل جسيمات بيتا أو أشعة غاما) الصادر عن توزع مادة مشعة في نسيج حيوي. يمكن الاستحصال على هذه الصورة بشكل رقمي نظراً للتطور الحاصل في أجهزة الكشف سواء عن طريق الكواشف الومّاضة؛ أو أنظمة التصوير الفوسفوري للفلزات الأرضية النادرة.
يستخدم وصف «ذاتي» هنا للإشارة إلى الصورة يستحصل عليها من الإشعاع الصادر داخلياً، على العكس من من أنواع التصوير الأخرى التي يكون فيها مصدر الإشعاع خارجياً.